# 星島義兵衛
星島 義兵衛（ほしじま ぎへえ、1885年（明治18年）12月17日 - 1968年（昭和43年）7月25日）は、日本の実業家。元岡山県農工銀行頭取。岡山商工会議所設立者・初代会頭。

## 来歴・人物
岡山県児島郡藤戸村生まれ。1905年岡山県立岡山中学校（現岡山県立岡山朝日高等学校）卒業。1909年神戸高等商業学校（現神戸大学）卒業。1913年東京高等商業学校（現一橋大学）専攻部銀行科卒業。
星島銀行入行後、1925年岡山県農工銀行取締役。1928年岡山県農工銀行頭取。1934年初代岡山ロータリークラブ会長。1936年日本赤十字社評議員。
1943年岡山県商工経済会会頭。1944年日本勧業銀行顧問。1946年岡山商工会議所発起人総代・初代会頭。1950年観光事業審議会委員。
1951年第2代山陽学園理事長。1952年初代岡山県社会福祉協議会会長。1960年山陽女子中学校・高等学校校長。1966年勲四等旭日小綬章受章。1968年叙従五位。竹久夢二は友人で、パトロンでもあった。

## 親族
星島謹一郎は父。妻の都亀は三宅元雄の妹。星島二郎は弟。三女の宏子は嘉納正治の妻。